# Сім де Йонг
Сім де Йонг (нід. Siem de Jong, нар. 28 січня 1989, Егль, Швейцарія) — нідерландський футболіст, півзахисник, нападник національної збірної Нідерландів та голландського клубу «Геренвен».
Чотириразовий чемпіон Нідерландів. Володар кубка Нідерландів. Володар Суперкубка Нідерландів.

## Клубна кар'єра
Вихованець юнацьких команд футбольних клубів «Де Графсхап», «Аякс».
У дорослому футболі дебютував 2007 року виступами за команду клубу «Аякс», в якій провів сім сезонів, взявши участь у 168 матчах чемпіонату.
До складу клубу «Ньюкасл Юнайтед» приєднався 2014 року.

## Виступи за збірні
2006 року дебютував у складі юнацької збірної Нідерландів, взяв участь у 6 іграх на юнацькому рівні, відзначившись 2 забитими голами.
2007 року залучався до складу молодіжної збірної Нідерландів. На молодіжному рівні зіграв в одному офіційному матчі.
З 2007 по 2008 рік захищав кольори олімпійської збірної Нідерландів. У складі цієї команди провів 3 матчі, забив 1 гол.
Протягом 2007–2010 років залучався до складу молодіжної збірної Нідерландів. На молодіжному рівні зіграв у 13 офіційних матчах, забив 4 голи.
2010 року дебютував в офіційних матчах у складі національної збірної Нідерландів.

## Титули і досягнення
- Чемпіон Нідерландів (4):

«Аякс»: 2010-11, 2011–12, 2012–13, 2013–14
- Володар кубка Нідерландів (1):

«Аякс»: 2009-10
- Володар Суперкубка Нідерландів (1):

«Аякс»: 2013